# 倫敦路運動場
倫敦路運動場（英語：London Road Stadium），因冠名贊助自2019年更名「韋斯頓家居運動場」（英語：Weston Homes Stadium），是位於英格蘭東區域劍橋郡的單一管理區城市的一座多用途體育場，主要用於進行足球賽事，是英國球會彼得伯勒联足球俱乐部的主場球場。球場建於1913年，可以容納15,314名觀眾。

## 歷史
倫敦路運動場於1913年興建，並於同年啟用，當時球場只有一座可容250人的木構看台。球場由市議會擁有，並於1934年由剛成立的彼德堡進駐。為支援球會，市議會在木構看台後方興建磚砌更衣室及一個委員會房間。設施維持原狀直到1950年代才加建北看台。接著興建的是位於兩邊球門後方的看台。很多主場球迷傳統上站立在倫敦路一方觀看球賽，因此在第二次世界大戰結束後不久即建立有蓋的階梯看台；而同時期亦興建類似的莫伊階梯看台。
於大戰期間彼德堡遭遇財政困難，市議會幾乎中止球場的租約。當地另一間體育會一度有機會取得球場的10年期租約，幸好有兩個人代為清付拖欠的50英鎊租金才避免球場落入他人之手。於1950年代市議會將倫敦路運動場出售予彼德堡，而同期球場展開大規模的重建工程。
1953年莫伊階梯看台重修加建頂蓋，一年後倫敦路階梯看台亦進行類似的改善工程。1956年在木構看台後方興建有2,404座位的新看台，在看台前方設有立席，剛好趕及在1957/58年球季展開前完工。隨即拆卸木構看台，使到新的主（北）看台與球場草坪之間留有30碼的空隙，於翌季才將草坪移正位置。於主看台完工後不久，在球場南方格勒贝路（Glebe Road）興建新的立席階梯看台，其後在內加設4個行政廂房及電視轉播平台。1960年設立汎光燈，在球場四角豎立燈塔，時任英格蘭足球聯賽主席乔·理查兹（Joe Richards）主持亮燈儀式。首場挑燈賽事於1960年2月迎戰。
隨著球隊於1992年升班到第二級的甲組聯賽，由於球場的坐席低於《泰萊報告書》（Taylor Report）的要求，主看台被迫需要進行重建。為解決問題，看台的階梯部分改建為坐席，從莱斯特城購入700個二手座位，再從購買另外300個舊座位，主看台在重建後可容3,605人，並改善設施增加一所酒吧、會議空間及一間零售店。由於觀眾人數增加，在格勒贝路重建新看台，同時亦拆除其兩側的燈塔，兩層高的新南看台可容5,000觀眾，於1995/96年球季展開前揭幕，「足球基金」（Football Trust）支付約90萬英鎊的工程費用。看台初時獲「弗里曼斯」（Freemans）贊助冠名，其後有「通濟隆」（Thomas Cook），現時則獲「 諾里奇及彼得伯勒建築協會」（Norwich and Peterborough Building Society）贊助冠名稱為「諾里奇及彼得伯勒南看台」（Norwich and Peterborough South Stand）。
踏入2000年代，倫敦路及莫伊階梯看台均重建新頂蓋及防撞欄以符合安全規定。2001年草坪表面全部被掘起以舖設2公里的新排水管道再重舖。2003年彼德堡將倫敦路運動場給當地地產發展商哥連·希爾（Colin Hill），直到2010年1月彼得伯勒市議會（Peterborough City Council）出資800萬英鎊購回球場及週邊土地的擁有權。
2014年11月26日，倫敦路運動場獲挪威公司「阿巴斯」（Abax）提供50萬英鎊五年冠名贊助合約，更名｢阿巴斯運動場｣（Abax Stadium），是自建成以來首次更名。

## 球場容量
| 看台                                                            | 容量    |
| --------------------------------------------------------------- | ------- |
| 諾里奇及彼得伯勒南看台 （Norwich and Peterborough South Stand） | 5,000人 |
| 主（北）看台 （Main (North) Stand）                             | 3,605人 |
| 莫伊階梯看台 （Moy's End Terrace）                              | 3,600人 |
| 倫敦路階梯看台 （London Road Terrace）                          | 3,000人 |

球場在建立現時的看台後最高觀眾人數記錄於1965年的英格蘭足總盃對創出，共有30,096名球迷進場觀戰，由於球場當時大部分仍為立席階梯看台，相信最近的將來亦難以打破這個記錄。而在球場容量減至15,314人，最高觀眾人數記錄是於2009年以2-0擊敗莱斯特城時的14,110人。

## 著名賽事
倫敦路運動場近年進行多場牽涉彼德堡的著名賽事，包括2002年英格蘭足總盃第四圈對的經典賽事，最終客隊以4-2獲勝。2005年曼聯到訪倫敦路運動場出席巴里·弗莱（Barry Fry）的獎勵賽，曼聯大勝6-0而回。近年亦有多支勁旅到訪，包括利物浦、伯明翰城及。2007年在這裡代表曼聯首次上陣，曼聯仍然奏凱而回，但這次比數僅為3-1。

## 未來發展
在彼德堡於2009年升班英冠前，有談論搬遷到新球場的可行性。當球隊確實升班後，主席達瑞·麦安东尼（Darragh MacAnthony）承諾如球隊保留在英冠數個球季便會興建新球場。現時計劃仍在可行性的階段，如計劃落實，新球場為全坐席可容15,000至25,000人之間，但球隊不幸僅能維持一季便降班返回英甲，全盤計劃因而擱置。而未來進行大規模重建或興建新球場仍然懸而未決。
2010年9月彼得伯勒市議會發表計劃重建莫伊階梯看台為2,500座全坐席看台，並會設置一所供14歲至19歲青少年持續進修的「STEM中心」（STEM centre），是為倫敦路運動場重建工程的第一期，最終會將球場轉變為全坐席，新看台預計於2012年中完成。整項工程由中央政府與私人金融機構聯合融資，耗資達950萬英鎊。當完工後，下一步將會重建倫敦路階梯看台。

## 其他用途
1939年有超過18,000名觀眾在倫敦路運動場觀看「芬蘭老虎」埃里克·布恩（Eric 'Fen Tiger' Boon）擊敗蘇格蘭的尊尼·麥哥利（Johnny McGrory），成功衛冕他的全英輕量級拳击榮銜。自此以後，沒有其他大型賽事在這裡舉行，只有間中舉行小規模的音樂會。

## 外部連結
- 彼德堡官網球場介紹
- footballgroundguide:Peterborough United FC London Road